# Chi-Raq
Chi-Raq ist ein US-amerikanisches Filmdrama von Spike Lee, das auf dem Werk Lysistrata von Aristophanes basiert und komische, satirische und musikalische Elemente enthält. Der Film wurde ab 4. Dezember 2015 in ausgewählten US-Kinos gezeigt. Im Februar 2016 wurde der Film im Rahmen des Wettbewerbes der Internationalen Filmfestspiele Berlin gezeigt, wo er am 16. Februar 2016 in Anwesenheit von Lee seine deutsche Kinopremiere feierte. Der Titel des Films ist ein Kofferwort, das auf den Umstand anspielt, dass im Handlungsort Chicago seit Jahrtausendbeginn mehr Morde verzeichnet wurden, als es amerikanische Todesopfer im Afghanistan- und im Irakkrieg zusammen gab.

## Handlung

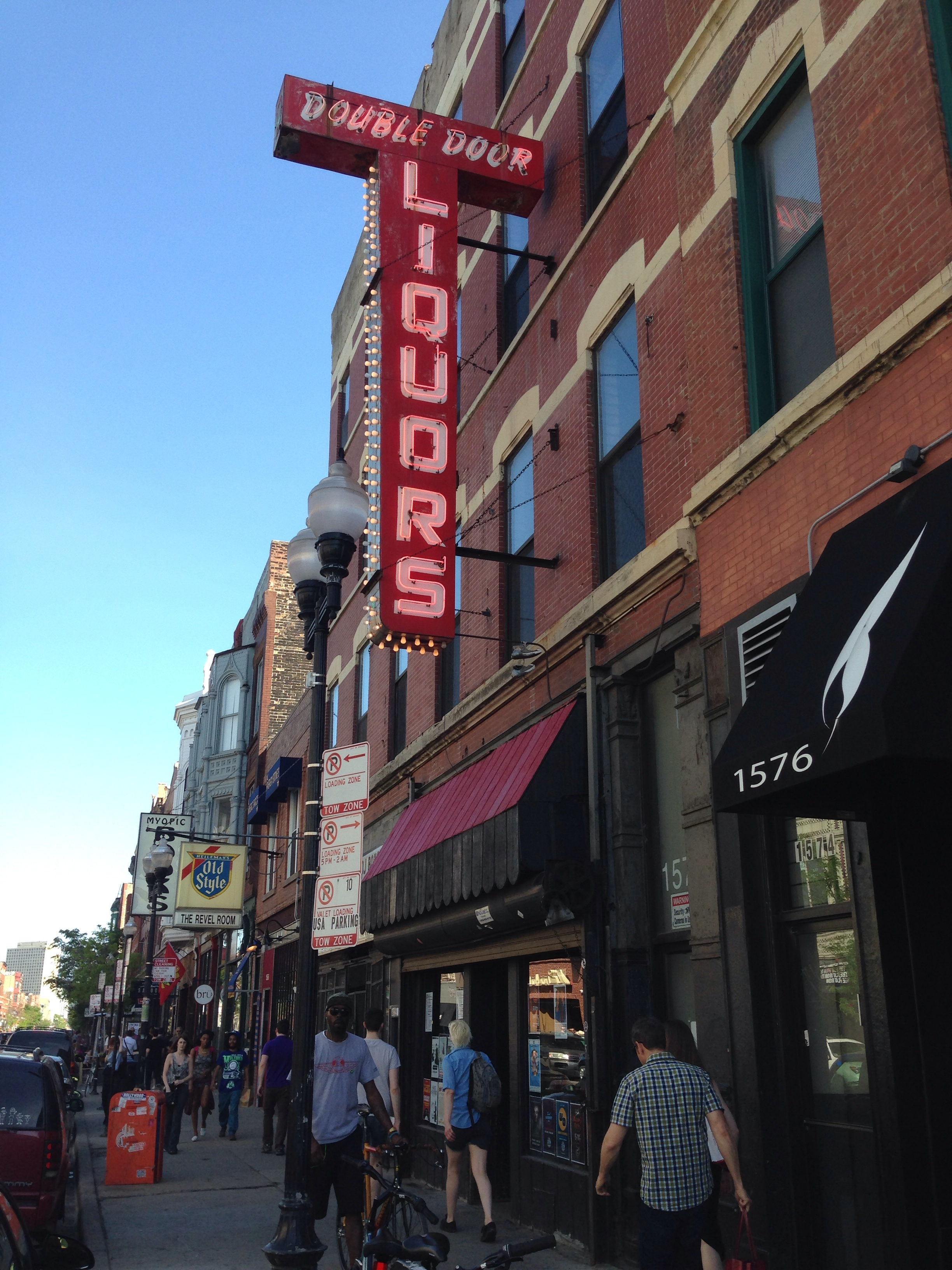
Dreh- und Handlungsort des Films: Das Double Door in der Milwaukee Avenue in Chicago

Auf der South Side, einem von Gewalt geprägten, südlich gelegenen Stadtbezirk Chicagos, ermorden sich täglich gegenseitig Afroamerikaner unterschiedlicher Banden und Straßengangs. Als während einer Schießerei, an der auch ihr Geliebter Chi-Raq beteiligt ist, die kleine Patti von einem Querschläger getroffen wird und stirbt, hat Lysistrata genug und versucht fortan ihre pazifistische Vision umzusetzen, indem sie andere Frauen dazu anstiftet, sich ihren Männern sexuell zu verweigern, die sie für die Gewalt in der von Bandenkriegen zerrissenen Stadt verantwortlich macht, denn alles, wofür sich die Gangmitglieder außer Waffen interessieren, ist Sex. Da ist auf der einen Seite ihr muskelbepackter Gangster-Freund, auf der anderen Seite sein älterer und einäugiger Gegenspieler Cyclops. Die Frauen wollen mit der Aktion so lange fortfahren, bis die blutigen Straßenfehden begraben sind und die Gewalt auf den Straßen ein Ende hat. Provokativ tragen sie knappe Outfits, auf denen der Schlachtruf ihres Sexstreiks zu lesen ist: „No Peace, No Pussy“.
Auch Father Mike Corridan hat das Problem erkannt und spricht sich während einer Predigt bei Pattis Begräbnis gegen systematischen Rassismus und den self-inflicted genocide aus und benennt auch den Grund für die Vernachlässigung der afroamerikanischen Bevölkerung durch den Staat und die Ausgrenzung der Armen: Das Finanzsystem sei der eigentliche Grund für die Toten. Der weiße Priester verlangt von seiner Gemeinde, dass die Morde von Schwarzen an Schwarzen ein Ende haben müssen und kommt damit auch Lysistratas Plänen entgegen. Bald schon verbreitet sich ihre Aktion über die ganze Welt. Im Fernsehen ist zu sehen, dass Frauen nicht nur in Amerika, sondern auch in Asien und Europa, wie von Lysistrata angedacht aufreizend angezogen und mit Keuschheitsgürtel ausgestattet, für die Sache auf die Straße gehen und ihrer Wut mit Tanz und Rap-Gesängen Luft machen.

## Hintergrund
Auf der South Side Chicagos starben, wie auch im Film gleich zu Beginn zu erfahren ist, zwischen 2001 und 2015 genau 7.356 Menschen durch Waffengewalt und damit viele mehr als US-Amerikaner im Irak-Krieg. Die meisten der Getöteten waren Schwarze. Sebastian Moll von der Berliner Zeitung bemerkt hierzu, dass der Kinostart von Chi-Raq in den USA kaum besser gewählt worden hätte sein können, da zur gleichen Zeit in Folge der Massaker von Colorado und San Bernardino das Thema Waffenverbreitung mit einer neuen Dringlichkeit im Land diskutiert wurde und Lee in seinem Film die Aufmerksamkeit auf ebendiese Tragödie des außermilitärischen Waffengebrauchs in Amerika lenke. Zeitgleich zum Kinostart hat die Zeitschrift The New Republic einen ausführlichen Artikel über das Sterben in den schwarzen Ghettos und die Gleichgültigkeit, mit der man diesem Thema begegnet, veröffentlicht. Diese Gleichgültigkeit zeige sich aber auch innerhalb der schwarzen Gemeinde selbst, wie der am Film beteiligte Schauspieler Nick Cannon bei der Vorstellung des Films im Rahmen der Berlinale 2016 bemerkte: In Chicago sprechen die Gangmitglieder von ‘Scoren’, wenn sie jemanden erschießen, wie in einem Video-Game. Die Gegenbewegung wird Black Lives Matter genannt.

## Produktion

### Produktionsgeschichte

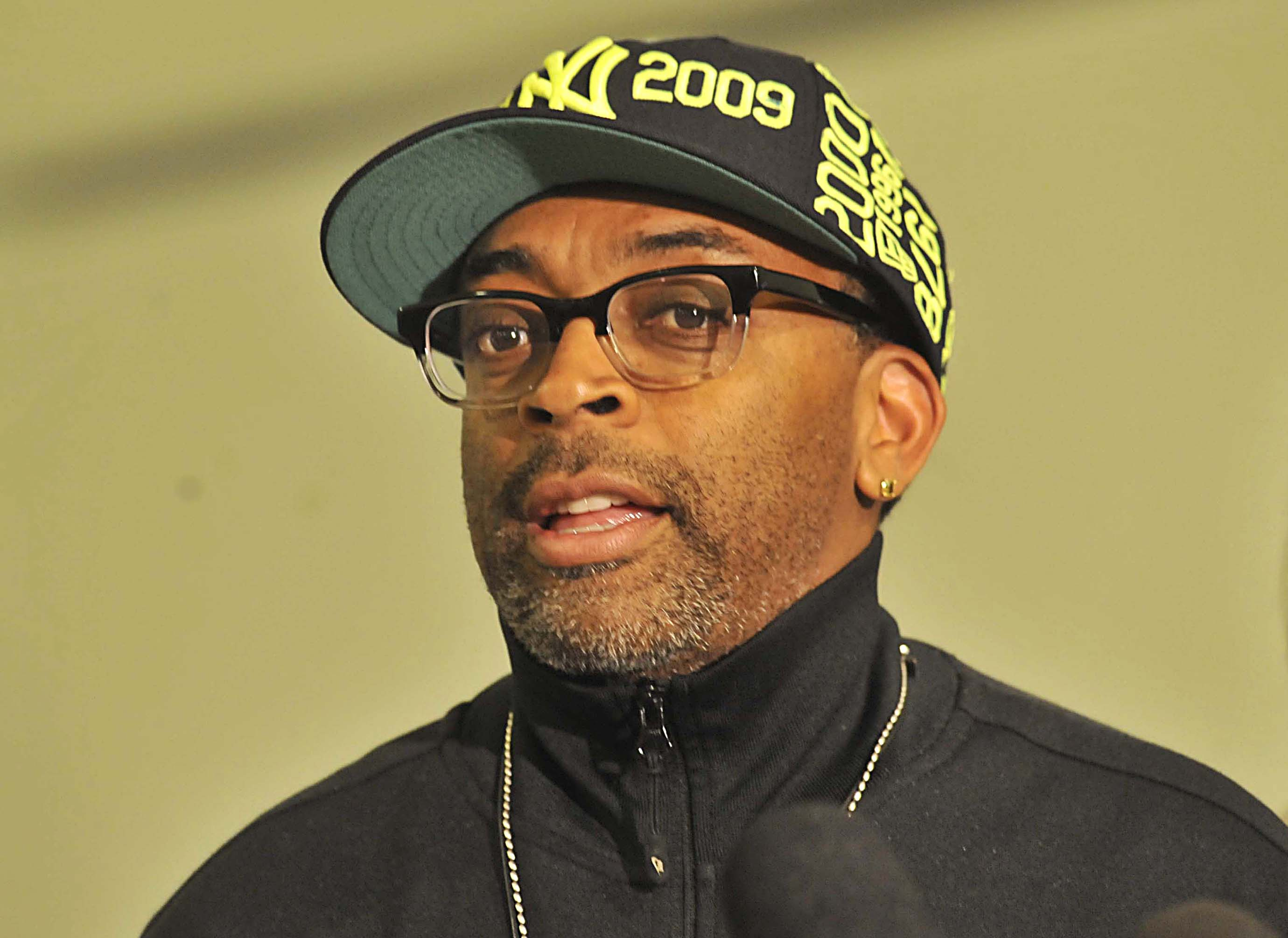
Regisseur Spike Lee (2012)

Dem Regisseur Spike Lee diente die von Aristophanes verfasste griechische Komödie Lysistrata als Vorlage. Lee überträgt diese Geschichte in das von Gewalt geprägte Chicago der Moderne. Zuvor hatte Lee bereits in Malcolm X ein reales Gewaltthema filmisch aufgearbeitet. Da es sich bei Chi-Raq um den ersten von Amazon produzierten Kinofilm handelt, genoss Lee mehr kreative Freiheiten, als normalerweise bei Hollywoodstudios üblich. Lee selbst sagte später, die Amazon Studios seien die einzige Produktionsfirma gewesen, die Ja zu seinem Projekt sagte. Der Bürgerrechtler Lee hatte 1986 mit dem Film Nola Darling die Bewegung New Black Cinema in Gang gesetzt und seitdem immer wieder Filme gedreht, die die Kritik an ethnisch bedingten Ungleichbehandlungen, meist von Afro-Amerikanern, zum Thema hatten und war 2015 als Filmmacher für seinen bemerkenswerten Beitrag mit dem Ehrenoscar ausgezeichnet worden, kündigte allerdings an, die Oscarverleihung 2016 boykottieren zu wollen, weil er afroamerikanische Schauspieler und Filme bei der Vergabe der Preise benachteiligt sieht.

### Besetzung
Wichtige Filmrollen wurden von Lee mit schwarzen Schauspielern besetzt, die zu klassischen Schauspielern der Filmbewegung New Black Cinema zählen und etliche explizit an Schauspieler afroamerikanischer Herkunft gerichtete Filmpreise wie den Black Reel Award oder den Image Award erhalten haben. Die Rolle von Lysistrata wurde an Teyonah Parris vergeben, die ihrer Mitstreiterin Miss Helen an Angela Bassett. Der Schauspieler Nick Cannon übernahm die Rolle des muskelbepackten Gangsters Chiraq, Wesley Snipes agiert als dessen Gegenspieler Cyclops. Die Rolle von Dolmedes erhielt Samuel L. Jackson. Die Filmfigur des Father Mike Corridan, die einem echten Gemeinde-Pfarrer aus der Chicagoer South Side namens Michael Pfleger nachempfunden ist, wurde mit John Cusack besetzt.

### Soundtrack
Am 4. Dezember 2015 veröffentlichte RCA Records den Soundtrack zum Film. Dieser umfasst 13 Songs. Einige der Lieder erzählen Geschichten aus dem Blickwinkel der Figuren im Film (so zum Beispiel Nick Cannons Pray 4 My City), andere sind zurückblickende Erinnerungen die die Lebensrealität der Einwohner Chicagos verarbeiten, wie Kevon Carters WGDB. Letzteren Song veröffentlichte Spike Lee bereits am 10. November 2015, und somit vor dem eigentlichen Erscheinen des Soundtracks, bei Instagram. Im Video spielt Carter in einer Kirche Klavier. Der anfänglich als Music Supervisor tätige und in Chicago geborene DJ Slugo wurde entlassen, als bekannt wurde, dass er ein Soundtrack-Placement versuchte. Der Soundtrack wurde nicht nur deshalb vielfach kritisiert. Die Lieder Pray 4 My City, Sit Down for This und I Run waren drei der 74 Songs, die in die Shortlist für die Nominierungen in der Kategorie Bester Filmsong bei der Oscarverleihung 2016 aufgenommen wurden.
Titelliste des Soundtracks
1. Pray 4 My City – Nick Cannon
2. Put the Guns Down – R. Kelly feat. Tink
3. Contradiction – Mali Music feat. Jhené Aiko
4. Born in Chicago – The Bruce Hornsby Band feat. Eryn Allen Kane & Sasha Go Hard
5. Sit Down for This – Mali Music
6. Desperately – Sam Dew
7. Simple – Treasure Davis feat. Kid Ink
8. I Want to Live – Kymm Lewis
9. My City – Nick Cannon
10. WGDB – Kevon Carter
11. I See the Light – Sophia Byrd
12. All Power – Cinque Cullar
13. I Run – Jennifer Hudson

### Verwertung
Der Film wurde erstmals am 4. Dezember 2015 in ausgewählten US-amerikanischen Kinos gezeigt und erschien am 26. Januar 2016 als blu-Ray und als DVD. Zudem wurde er am 5. Februar 2016 in das Angebot von Amazon Prime aufgenommen. Bei der deutschen Kinopremiere am 16. Februar 2016 im Rahmen der Berlinale war nicht nur Regisseur Lee anwesend, sondern mit John Cusack und Nick Cannon auch zwei Schauspieler des Films. Ab 15. Oktober 2016 wurde der Film im Rahmen des London Film Festivals vorgestellt.

## Rezeption

### Kritiken
Der Titel des Films sorgte nach seinem Bekanntwerden für Kontroversen. Chi-Raq ist ein Akronym aus den Worten Chicago und Irak (im Englischen Iraq) und bezeichnet im Sprachgebrauch einiger Amerikaner den südlichen Teil Chicagos. Das Kofferwort ist eine Anspielung auf den Umstand, dass in Chicago seit Jahrtausendbeginn mehr Morde verzeichnet wurden, als es amerikanische Todesopfer im Afghanistan- und im Irakkrieg zusammen gab. Mitglieder des Stadtrates von Chicago forderten daher eine Änderung des Filmtitels und drohten mit einer Entziehung der Steuergutschrift, die der Film wegen der Drehortwahl erhalten hatte. Lee ging auf die Forderung jedoch nicht ein. Auch der in Chicago geborene Rapper Chance zeigte sich nur wenig davon überzeugt, dass ein nicht in der Stadt geborener Regisseur das Filmprojekt initiiert hatte und twitterte im Dezember 2015: Du hast niemals mit den Kindern Chicagos gearbeitet, du lebst nicht hier, du hast hier nie jemanden sterben sehen.
Felix Zwinzscher von Die Welt würdigt im Hinblick auf die Absichten des Films, dass die schwarze Gemeinschaft sich selbst heilen und solidarisieren muss: Chi-Raq deutet nicht verschämt an und hält sich nicht mit versteckten Hinweisen auf, wo das Problem denn liegen könnte. Der Film zielt 127 Minuten voll drauf. Auch Andreas Borcholte von Spiegel Online sieht die offene Machart von Chi-Raq der Sache dienlich: Lees Film formuliert auf überraschende Art einen Ausweg aus dieser Abwärtsspirale der Selbstzerstörung. Für Barbara Junge vom Tagesspiegel ist Chi-Raq ein Film, der nicht zuletzt von der Spannung zwischen Intellektualität und exaltierter Sexualität lebt. Junge beschreibt den Film als einen, der die im real existierenden Rassismus gediehene tödliche Mischung aus ökonomischer Ausgrenzung, Hypermaskulinität und Waffenkult in den US-amerikanischen Ghettos in aller Hässlichkeit zeigt.
Für die Kulturredaktion des RBB ist der Film kein naturalistisches Schicksalsdrama, sondern eine pralle, mit Witz, Satire und viel Musik angereicherte Variante von ‘Lysistrata’. In Bezug auf die Verwendung moderner Elemente, besonders der Musik, in Verbindung mit dem Werk Aristophanes beschreibt auch Borcholte die filmische Adaption: Durchtrainierte, leichtbekleidete Männer- und Frauenleiber winden und gerieren sich lasziv zu Beats und Soulmusik, die Dialoge werden, ihrer klassischen Vorlage gerecht, gereimt, so dass sich ein faszinierendes Hybrid aus Dichtung und Rap ergibt. Er beschreibt die Lysistrata in Chi-Raq des Weiteren als eine superscharfe foxy lady, die geradewegs aus einem Blaxploitation-Film der Siebziger entsprungen zu sein scheint. Auch Anke Sterneborg vom RBB Kulturradio kann erklären, was die besondere Dynamik des Films ausmacht: Chi-Raq ist eine ebenso wütende wie witzige Anklage gegen den alltäglichen Rassismus, der dazu führt, dass Gewalt die einzige Selbstverwirklichung für junge schwarze Männer ist. Ein echtes Message Movie also, das mitreißend und feurig daherkommt. David Mouriquand vom Berliner Stadtmagazin Exberliner zeigt sich vom Film beeindruckt, bemängelt jedoch die Länge: Chi-Raq ist immer auf dem richtigen Weg: brillante Wortspiele, die Machart verzaubert und die sozialpolitische Aussage überzeugt. Eine kleine Kritik: Man hat das Gefühl, Lee hatte so viel Spaß, dass er vergessen hat, wann er aufhören muss. Da der Film 127 Minuten dauert ist es klar, dass er noch leicht in Form gebracht werden muss.

### Auszeichnungen
African-American Film Critics Association (AAFCA) 2015
- Auszeichnung als Best Independent Film
- Auszeichnung als Beste Hauptdarstellerin für Teyonah Parris

Black Reel Awards 2016
- Nominierung als Bester Film
- Nominierung in der Kategorie Beste Regie (Spike Lee)
- Nominierung in der Kategorie Bestes Drehbuch (Spike Lee und Kevin Willmott)
- Auszeichnung als Beste Hauptdarstellerin für Teyonah Parris[25]
- Nominierung als Beste Nebendarstellerin für Angela Bassett
- Nominierung in der Kategorie Beste Filmmusik (Terence Blanchard)
- Nominierung in der Kategorie Bestes Ensemble

Image Awards 2016
- Nominierung als Beste Hauptdarstellerin für Teyonah Parris
- Nominierung als Beste Nebendarstellerin für Angela Bassett
- Nominierung als Beste Nebendarstellerin für Jennifer Hudson
- Nominierung in der Kategorie Bester Independent Film

Satellite Awards 2015
- Auszeichnung von Spike Lee mit dem Humanitarian Award – für seine Arbeit am Film Chi-Raq, aber auch seinen Beitrag für das New Black Cinema[28]